# EF-Ts
EF-Ts是原核延伸因子之一，与人类线粒体中的TSFM同源，与真核延伸因子1β和γ亚基功能相同。
EF-Ts 作为EF-Tu（热不稳定延伸因子）的鳥嘌呤核苷酸交换因子行使作用，与EF-Tu结合催化二磷酸鳥苷从EF-Tu中释放。从而使EF-Tu能再与三磷酸鸟苷分子结合，并与 EF-Ts解离，再次携带一分子氨酰tRNA参与肽链合成。